# Busen Point
Der Busen Point ist eine Landspitze an der Nordküste Südgeorgiens. Sie markiert die Südostseite der Einfahrt zur Stromness Bay. Ihr nordöstlich vorgelagert liegt der Bucentaur Rock.
Der Name der Landspitze ist erstmals auf Kartenmaterial verzeichnet das im Zuge von Vermessungen bei den britischen Discovery Investigations im Zeitraum zwischen 1927 und 1929 entstand. Namensgeber ist die Busen, eines der Schiffe, die bei diesen Vermessungen eingesetzt wurden.